# العلاقات الإماراتية الدومينيكية
العلاقات الإماراتية الدومينيكية هي العلاقات الثنائية التي تجمع بين الإمارات العربية المتحدة ودومينيكا.

## مقارنة بين البلدين
هذه مقارنة عامة ومرجعية للدولتين:
| وجه المقارنة                                              | الإمارات العربية المتحدة | دومينيكا              |
| --------------------------------------------------------- | ------------------------ | --------------------- |
| المساحة (كم2)                                             | 83.60 ألف                | 751                   |
| عدد السكان (نسمة)                                         | 9.40 مليون               | 73.92 ألف             |
| الكثافة السكانية (ن./كم²)                                 | 112.44                   | 9.84 ألف              |
| العاصمة                                                   | أبو ظبي                  | روسو                  |
| اللغة الرسمية                                             | اللغة العربية            | لغة إنجليزية          |
| العملة                                                    | درهم إماراتي             | دولار شرق الكاريبي    |
| الناتج المحلي الإجمالي (بليون دولار)                      | 382.58 مليار             | 562.54 مليون          |
| الناتج المحلي الإجمالي (تعادل القوة الشرائية) بليون دولار | 640.72 مليار             | 789.63 مليون          |
| الناتج المحلي الإجمالي الاسمي للفرد دولار أمريكي          | 40.44 ألف                | 7.12 ألف              |
| الناتج المحلي الإجمالي للفرد دولار أمريكي                 | 67.67 ألف                | 10.88 ألف             |
| مؤشر التنمية البشرية                                      | 0.835                    | 0.724                 |
| رمز المكالمات الدولي                                      | +971                     | +1767                 |
| رمز الإنترنت                                              | .ae، .امارات             | .dm                   |
| المنطقة الزمنية                                           | ت ع م+04:00              | 00، توقيت أطلنطي موحد |

## منظمات دولية مشتركة
يشترك البلدان في عضوية مجموعة من المنظمات الدولية، منها:
| علم المنظمة | اسم المنظمة                        | تاريخ انضمام الإمارات العربية المتحدة | تاريخ انضمام دومينيكا |
| ----------- | ---------------------------------- | ------------------------------------- | --------------------- |
|             | مؤسسة التنمية الدولية              | 23 ديسمبر 1981                        | 29 سبتمبر 1980        |
|             | يونسكو                             | 20 أبريل 1972                         | 9 يناير 1979          |
|             | وكالة ضمان الاستثمار متعدد الأطراف | 20 أكتوبر 1993                        | 7 أكتوبر 1991         |
|             | الأمم المتحدة                      | 9 ديسمبر 1971                         | 18 ديسمبر 1978        |
|             | الاتحاد البريدي العالمي            | ?                                     | ?                     |
|             | البنك الدولي للإنشاء والتعمير      | 22 سبتمبر 1972                        | 29 سبتمبر 1980        |
|             | الاتحاد الدولي للاتصالات           | 27 يونيو 1972                         | 28 أكتوبر 1996        |
|             | منظمة حظر الأسلحة الكيميائية       | ?                                     | ?                     |
|             | مؤسسة التمويل الدولية              | 30 سبتمبر 1977                        | 29 سبتمبر 1980        |
|             | منظمة التجارة العالمية             | ?                                     | ?                     |
|             | منظمة الشرطة الجنائية الدولية      | ?                                     | ?                     |

## وصلات خارجية
- موقع وزارة الخارجية الإماراتية